# بطولة العالم للدراجات على المضمار 1994
بطولة العالم للدراجات على المضمار 1994 هي الدورة ال91 من بطولة العالم للدراجات على المضمار، أجريت في باليرمو، إيطاليا.

## النتائج النهائية
| المسابقة                                      | ذهبية                                                                 | فضية                                                                            | برونزية                                                                |
| --------------------------------------------- | --------------------------------------------------------------------- | ------------------------------------------------------------------------------- | ---------------------------------------------------------------------- |
| الرجال                                        |                                                                       |                                                                                 |                                                                        |
| السرعة الفردية                                | مارتي نوثستين (USA)                                                   | دارين هيل (AUS)                                                                 | مايكل هوبنر (GER)                                                      |
| سباق الكيلو متر ضد الساعة                     | فلوريان روسو (FRA)                                                    | إيرين هارتويل (USA)                                                             | شين كيلي (AUS)                                                         |
| سباق المطاردة الفردية                         | كريس بوردمان (المملكة المتحدة)                                        | فرانسيس مورو (فرنسا)                                                            | ينز ليمان (دراج) (ألمانيا)                                             |
| سباق المطاردة الفرقية                         | جويدو فولست · أندرياس باخ · ينز ليمان (دراج) · دانيلو هوندو · ألمانيا | آدم لوران · ديرك كوبلاند · Mariano Friedick · كارل سوندكويست · الولايات المتحدة | Tim O'Shannessy · رودني ماغي · ستيوارت اوغرادي · إيغون أدلر · أستراليا |
| السرعة الفردية للفرق                          |                                                                       |                                                                                 |                                                                        |
| السرعة الفردية بالترادف (بالإنجليزية: tandem)‏ | فرنسا · فابريس كولاس · فريديريك ماغني                                 | ألمانيا · Emanuel Raasch · Jens Glücklich                                       | إيطاليا · فيديريكو باريس · روبرتو تشيبا                                |
| السباق الأمريكي (ماديسون)                     |                                                                       |                                                                                 |                                                                        |
| سباق مطاردة الدراجة النارية للهواة            |                                                                       |                                                                                 |                                                                        |
| سباق مطاردة الدراجة النارية للمحترفين         | Carsten Podlesch (GER)                                                | Roland Königshofer (AUT)                                                        | اليساندرو تيتشينو (ITA)                                                |
| الكيرين                                       | مارتي نوثستين (USA)                                                   | مايكل هوبنر (GER)                                                               | فيديريكو باريس (ITA)                                                   |
| سباق النقاط                                   | برونو ريسي (SUI)                                                      | يناير بو بيترسن (DEN)                                                           | Franz Stocher (AUT)                                                    |
| السيدات                                       |                                                                       |                                                                                 |                                                                        |
| السرعة الفردية                                | Galina Yenyuchina (RUS)                                               | فيليسيا بالينغر (FRA)                                                           | أوكسانا جريشينا (RUS)                                                  |
| سباق 500 متر ضد الساعة                        |                                                                       |                                                                                 |                                                                        |
| سباق المطاردة الفردية                         | Marion Clignet (FRA)                                                  | Svetlana Samochvalova (RUS)                                                     | Janie Eickhoff (USA)                                                   |
| سباق النقاط                                   | إنغريد هارينغا (NED)                                                  | Svetlana Samokhvalova (RUS)                                                     | Ludmilla Gorojanskaja (BLR)                                            |